# Hassan Ag Fagaga
Hassan Ag Fagaga, né en 1954 à Kidal, et mort le 22 décembre 2023 à Tinzawatène, est un militaire malien et un chef rebelle touareg de l'Azawad 

## Biographie
Hassan Ag Fagaga est un Touareg Ifogha de la fraction ifergoumissen. D'après Jeune Afrique, il naît vers  1959 ou 1966. Selon le Cadre stratégique permanent (CSP), il est âgé de 69 ans au moment de sa mort en 2023.
Il effectue sa formation militaire en Libye et en Syrie, participe à la guerre du Liban et prend part au siège de Beyrouth,,.
Il participe à la rébellion touarègue de 1990-1996 et combat sous les ordres d'Iyad Ag Ghali au sein du Mouvement populaire de l'Azawad (MPA). En 1996, après les accords de paix, il est intégré à l'armée malienne avec le grade de commandant. 
En 2006, alors qu'il est colonel de la garde nationale, Hassan Ag Fagaga déserte et prend la tête d'une nouvelle rébellion touarègue avec Iyad Ag Ghali et Ibrahim ag Bahanga,,. Le 23 mai 2006, il lance un raid contre Kidal,.
Le 4 janvier 2009, lors de la rébellion touarègue de 2007-2009, il dépose les armes avec 300 combattants de l'Alliance démocratique du 23 mai pour le changement. 
Lorsque débute la guerre du Mali en 2012, il rejoint le Mouvement national pour la libération de l'Azawad (MNLA).
En mars 2017, dans le cadre de l'accord d'Alger, Hassan Ag Fagaga est nommé à la tête des autorités intérimaires de Kidal dont la mise en place est prévue par l'accord de paix d'Alger.
En mai 2017, dans une interview à Jeune Afrique, Hassan Ag Fagaga affirme ne plus avoir vu Iyad Ag Ghali depuis 2012 et déclare : « Iyad dit qu’il se bat pour l’application de la charia. C’est une cause noble. Par contre, je n’approuve pas sa méthode pour y parvenir »,.
Hassan Ag Fagaga est tué le matin du 22 décembre 2023, à Tin Zaouatine, par une frappe de drone de l'armée malienne,,. Quatre autres combattants trouvent la mort lors de cette frappe. Le Cadre stratégique permanent (CSP) annonce son décès le lendemain.